# Prospector
Prospector – system ekspertowy wykorzystywany do wspomagania prac geologów. Prace nad systemem rozpoczęły się w 1974 i były kontynuowane do 1983 roku. System ten został opracowany przez grupę naukowców ze Stanford Research Institute. Napisano go w języku Interlisp (dialekt języka Lisp). Podstawowym sposobem reprezentacji wiedzy były reguły. Jego baza wiedzy liczyła około 1000 reguł. Prawdopodobnie największym osiągnięciem systemu Prospector było odkrycie dużych złóż molibdenu. Ten fakt potwierdzał praktyczną skuteczność technologii systemów ekspertowych w rozwiązywaniu specjalistycznych problemów. System nie stał się systemem w pełni komercyjnym, osiągnął status prototypu produkcyjnego.